# Forêts

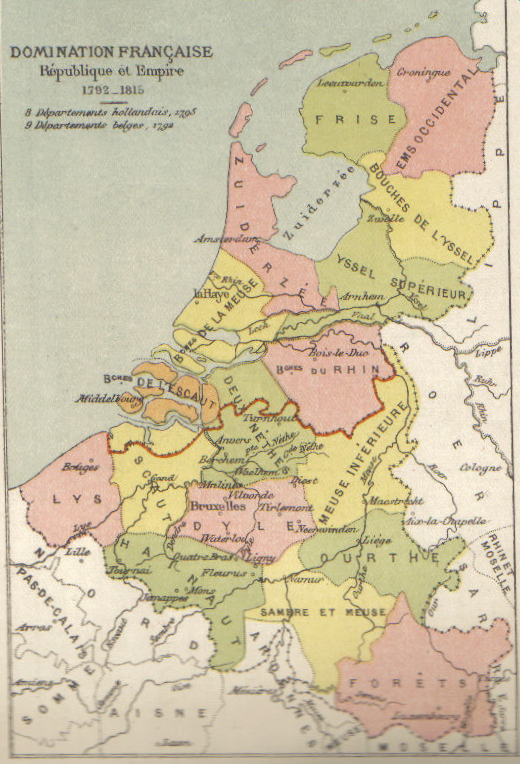
Els departaments del nord-oest de l'Imperi el 1812

Forêts fou un departament de la Primera República Francesa i, posteriorment, del Primer Imperi Francès, situat en territori dels actuals Bèlgica, Luxemburg i Alemanya. El seu nom, que vol dir ‘boscos', prové dels boscos de les Ardenes. Va ser format el 24 d'octubre de 1795, després que França s'annexionés els Països Baixos del sud l'1 d'octubre. Abans de l'ocupació, el territori formava part del Ducat de Luxemburg i del Ducat de Bouillon.
La capital oficial era Ciutat de Luxemburg. Després de la derrota de Napoleó, el 1814, bona part del territori va passar a formar part del Regne Unit dels Països Baixos, mentre que el sector situat a la ribera oriental dels rius Our i Sauer va passar a formar part de Prússia (Actualment Alemanya). Avui en dia està repartit entre el Gran Ducat de Luxemburg, la província belga de Luxemburg, i el Land Renània-Palatinat.
El departament estava subdividit entre els següents arrondissements i cantons: (situació el 1812):
- Luxemburg: cantons Luxemburg (2 cantons), Arlon, Bettembourg, Betzdorf, Grevenmacher, Mersch, Messancy i Remich (Arlon i Messancy formen part actualment de Bèlgica; la resta es troben a Luxemburg).
- Bitburg: cantons Bitburg, Arzfeld, Dudeldorf, Echternach i Neuerburg (Echternach es troba actualment a Luxemburg; la resta a Alemanya).
- Diekirch: cantons Diekirch, Clervaux, Ospern, Vianden i Wiltz (actualment a Luxemburg).
- Neufchâteau: cantons Neufchâteau, Bastogne, Étalle, Fauvillers, Florenville, Houffalize, Paliseul, Sibret i Virton (actualment a Bèlgica).

La seva població, el 1812, era de 246,333 habitants, i la seva superfície de 691,035 hectàrees.

## Règim
La base administrativa, institucional, econòmica, social i política de Luxemburg va ser apartada sense contemplacions. En lloc de realitzar-se un simple traspàs de sobirania, tal com ja havia passat altres vegades al llarg de la seva història, Luxemburg va veure com la seva societat era canviada des de l'arrel.:19–20
Els privilegis dels mestres i les cofraries d'artesans van ser abolits el novembre de 1795. Sota els Països Baixos austríacs, el registre civil (naixaments, defuncions, matrimonis) es deixava a càrrec de les parròquies, i lligat a l'administració de la sagristia per part de l'Església. A partir de juny de 1796, això canvià: el registre era realitzat per un oficial del registre civil. Luxemburg era una societat catòlica, en la qual la religió era omnipresent i resistent al canvi. En aquesta societat tradicional, la secularització del matrimoni i la introducció del divorci eren línies vermelles, i van causar gran consternació.:20

## Llegat
El Codi civil, introduït pels francesos, va tenir un impacte profund en la societat luxemburguesa, i es troba vigent 200 anys després. Les lleis de Luxemburg es mantenen properes a les franceses: els estudiants de dret luxemburguesos estudien a França o Bèlgica. Els al·legats davant dels tribunals, així com l'anunci de veredictes, encara avui es realitzen en francès. Les lleis i les regulacions es publicaven en alemany i francès des del 1816, però a partir de 1945 només en francès.:21